# Cyperus orgadophilus
Cyperus orgadophilus är en halvgräsart som beskrevs av Karen Louise Wilson. Cyperus orgadophilus ingår i släktet papyrusar, och familjen halvgräs. Inga underarter finns listade i Catalogue of Life.